# لوگوس

لوگوس

لوگوس اندیشه، منطق و قانون نهفته در هستی است. لوگوس تغییرات و دگرگونی‌های جهان را وحدت و همآهنگی می‌بخشد و آن حقیقتی است که جمال جلوه یک چیز را فراهم می‌آورد یا به بیانی دیگر تجلی و به ظهور آمدن چیزی را ممکن می‌کند.
هراکلیتوس به جای واژه خدا غالباً واژه یونانی لوگوس به معنی عقل را به کار می‌برد.
واژه لوگوس واژه ای چند پهلوست. به طوری که دیکشنری لیدل و اسکات نزدیک 5 ستون و نیم تعریف برای آن آورده است. لوگوس اسمی است مطابق با فعل legein (گفتن)  و به معنای "دلالت بر"، "میان چیزهای دیگر"، "گفتار"، "بیان"، "جمله"، "تبیین"، "تعریف"، "فرمول"، "محاسبه"، "نسبت"، "توضیح"، "استدلال" و "قوه عقل".  مطالعات اولیه درباره این واژه به گونه ایست که تمایل داشتند تنها درباره جنبه ای واحد از این مفهوم قلم زنند، چنانکه گویی مفاهیم و تئوری های محدودی پیرامون این واژه در کار است. با این حال نوعی تعامل درونی میان این مفاهیم گسترده لوگوس برقرار است که سبب می‌شود حتی همین مطالعات تک انگارانه نیز ارزشمند باشند.
گاهی پژوهشگران سخن از دگرگونی از فضای میتوس به فضای لوگوس می‌گویند، گذاری که داستان سرایی در اسطوره ها را(که اغلب در قالب شعر نقش می‌گرفت) به تبیینی علمی، فلسفی و یا تاریخی کشاند.(تبیینی که معمولا به شکل نثر بود).
فیلسوفان سده‌های ششم قبل از میلاد از اولین نویسندگانی بودند که رسانه‌هایی در غالب نثر نوشتند. این ابزار بیانی جدید، دیدی تحلیلی تر و جداافتاده تر از امور را امکان‌پذیر می‌کرد و انقلابی را در تفکر درباره جهان تجسم می‌بخشید.
هرچند که واژه لوگوس خبر از داستان هم می‌دهد و معمولا بیشتر صورت جمع آن (logoi) به مثابه تبیینی علمی در برابر mythoi به معنای داستان‌ها و همچنین در برابر epea به معنای نظم قرار می‌گرفت، (ن ک افلاطون تیمائوس 26e) اما نزد سوفیسطان، یک میتوس می‌تواند در توضیح یک لوگوس به کار رود.(پروتوپوراس 320c) البته تا جایی که لوگوس به مثابه گونه‌ای بسا ساده‌تر از تبیین نگریسته شود.

#### دوره پیشاسقراطی[۱]
وازه لوگوس خیلی زود بیانگر وجهه ای از محتوی منطق عقلانی(rational discourse) و همچنین ابزار ارتباطی شد. و این مدخل از این جهت روی این موضوع تمرکز کرده است. هراکلیتوس(500 ق م) اولین فیلسوفی است که لوگوس را در هیبت آرخه برافراشت. او رساله خود را این گونه آغاز می‌کند:
“از این لوگوس که هستنده ای جاویدان است، آدمیان ناآگاهند، چه پیش از آنکه آن را بشنوند چه هنگامی که آن را برای نخستبار بشنوند. هرچند همه چیز مطابق با این لوگوس پدید میآید، ایشان چونان کسان ناآزموده ان، حتی هنگامی که گفته ها و کرده ها را آنگونه می آزمایند که من توصیف میکنم و هرچیز را موافق طبیعت آن جدا میسازم و بیان میکنم که چگونه هست.” لوگوس هراکلیتس با مردم در میان گذاشته میشود و در رساله اش به تفصیل در میاید. اما او انتظار دارد که اکثر افراد پیام او را نفهمند: " اگرچه این لوگوس امری مشترک است، بسیاری چونان میزیند که گویی به فهمی شخصی دست یافته اند. به نوعی لوگوسی که میانمان برقرار است، توسط بسیاری که بینش فلسفی ندارد مورد غفلت قرار میگیرد. لوگوس پیام و حکایتی ویژه دارد: "به من نه، بل به لوگوس گوش فرا دهید، این بخرادانه است که گفته شود همه چیز یکی است" هراکلیتوس لوگوس را فرارونده از بیان خود میداند طوری یگانگی چیزها را میاموزاند.
لوگوس هراکلیتوس نوعی اصل ساختاری است که همهنگام به مثابه پیام(ندایی) ظهور می‌کند، چونان قانون تناوبی تغییرات. لوگوس همچون زبانی است که قواعد آن نظام بخش تغییرات جهان است. هراکلیتوس جملاتی چندپهلو به کار می‌برد تا نشان دهد که کلمات یکسان چگونه بیانی گوناگون می‌آفرینند، و همهنگام در سطحی دیگر مکمل هم اند. بنابراین جهان بر پایه ساختاری واحد است که در تضادها خویش را سامان می‌بخشد و از این جهت زبان مدلی از جهان فراهم می‌آورد.
در اوایل سده پنجم قبل از میلاد، پارمنیدس تبیینی در مخالفت با تغییر ارائه داد. تبیینی که در شکل افشای حقیقت از سوی امری الهی بود. به این صورت که الهه به راوی می‌گوید: "این تکذیب دمادم ازبه نطق درآمده از جانب مرا با لوگوس دریاب". در اینجا به نظر می‌رسد لوگوس به مثابه چیزی از سنخ برهان و دلیل است که همچون کلیدی برای دستیابی به حقیقت فلسفی است. بنابراین پیام پارمنیدس علیرغم تصاویر مذهبی و تداعی اشعار او بیش از هر چیز تبینی است که خبر از اقامه برهان می‌دهد.
در نیمه دوم سده پنجم ق.م سوفیسطاییها برای آموزش مهارت‌های عملی به جوانان به منظور موفقیت در سیاست و بیش از همه در سخنوری، سراسر یونان را طی می‌کردند. آنها از پی دانشی از لوگوس بودند( به خصوص سخنرانی) که همچون کلیدی برای کنترل احساسات و از همین جهت واکنش‌های مخاطبان به سخنرانی بود. چنانکه در گرگیاس دیده می‌شود: "لوگوس قدرت والایی است که با هیبت نازک و حداکثر نامرئی اش، قادر است به خدایی ترین نتایج نائل آید"( فقره 11 قسمت 8). سوفیسطاییها گزاره‌های متناقضی ( antilogikoi logoi)  پیرامون موضوع می بافتند و بعضا به مطالعه مؤلفه‌های زبان و استدلال می‌پرداختند.

#### افلاطون و ارسطو[۱]
در سده چهار قبل از میلاد، لوگوس نه تنها به عنوان گفتار و چیزهایی از سنخ آن، بل همچنین به عنوان قوه عقل شناخته می‌شود. نطق مظهر عقل و عقل سرچشمه نطق یافته می‌شود. بنابر نظر افلاطون فهم از بلاغت نشان از پیشفرضی دارد که آن دانشی از روح است(آنچه بعدها روانشناسی خوانده شد) و به وسیله دیالیکتیک است که حقیقت در روح ریشه می دواند.(فایدروس) درحقیقت تفکر(دایانویا) تنها یک مکالمه درونیست(سوفیست 263 e و Theaetetus 189e). بنابراین نطق مدلی از تفکر می‌شود و درنهایت به تصویری از جهان بدل می‌گردد، چرا که جمله مانند ثئایتاتوس نشسته است، صادق است از این جهت که به درستی وضعیت یا کنشی از ثئایتاتوس را توصیف می‌کند.(sophist 263a-b). در متن دیگری افلاطون مطرح می‌کند که انسان توسط logoi جهان را مطمئن‌تر بررسی خواهد کرد تا به وسیله حواس و سرآخر متد فرضیه سازی را برمی‌گزیند.(فایدو 99d-100a)
نشانه دانش نزد یک شخص، توانایی او در ارائه تبیینی(لوگوس) یا بیانی از آن است. (فایدون 76b) و کسی که می‌تواند تبیینی مکفی ارائه دهد همان دیالیکتیسین است(جمهوری 534b). افلاطون در رساله ثئایتتوس تعریف دانش را "داوری صحبح همراه با تبیین" می‌داند، اما تا حدی از موضع عقب می‌کشد چراکه بیان رضایت‌بخش لوگوس نمی‌تواند مستقل از دانش حاصل آید.(ثئایتتوس 201c ff)

## لوگوس اصل عقلانی حاکم بر جهان
لوگوس خصیصه‌ای در انسان است که او را به سوی قوهٔ تمیز، منطق، قضاوت درست، مرزبندی و ادراک می‌کشاند و با عقل و شعور مخاطب کار دارد.
لوگوس از مهم‌ترین اصطلاحات رایج در مکاتب فلسفی یونان است که هفتصد سال قبل از میلاد مسیح، در خطابه‌ها به کار برده می‌شد و جای واژه‌های قدیمی‌تری مثل افسانه و اسطوره را گرفت.
در فلسفهٔ یونان باستان، لوگوس حداقل تا زمان فلسفه افلاطونی میانه و مهم‌تر از آن تا دوره فلسفه نوافلاطونی اصل اول محسوب می‌شد.
هراکلیتوس آن را محور نظم کائنات و اصل عقلانی حاکم بر جهان می‌دانست. نیرویی مادی که چون شعله آتش به همه جا گرمی و روشنی می‌بخشد.
از دید فیلسوفان رواقی(که حوزه درسی‌شان در یکی از رواق‌های آتن منعقد می‌شد) لوگوس «عقل کل» و علت‌العلل نظام آفرینش بود.

## لوگوس و متکلمان یهودی
متکلمان یهودی و به ویژه فیلون اسکندرانی، لوگوس، را طرح خداوندی و قدرت او برای تداوم خلقت و معادل با پیامبر و رسول می‌پنداشت.
چه بسا در نگاه فیلون، لوگوس به نوعی با نظریه مثل افلاطون گره خورده بود.
در متون دینی یهود لوگوس با خلقت و تقدیر و وحی در ارتباط است.
شایان ذکرست که واژهٔ لوگوس در ترجمهٔ یونانی عهدعتیق موسوم به ترجمهٔ هفتاد Dabar است. Dabar علت بنیادی همه چیز است که با «پیام و عمل» تجلی پیدا می‌کند (مزمور ۱۰۷:۲۰ و تثنیه ۳۲:۴۶–۴۷). برای درک بهتر این واژه ضروری است که به پیش‌زمینه‌های اعتقادی یهودیان پیرامون مفهوم حکمت اشاره کرد زیرا که یکی از مفاهیم بنیادی لوگوس حکمت می‌باشد.
بنابر اعتقاد یهودیان خدا از طریق حکمت خود جهان را خلق کرد، از این‌رو حکمت، ریشه در ذات خدا دارد. این حکمت در تورات به عالی‌ترین شکل ممکن جلوه‌گر می‌شد. در واقع کتب حکمتی عهدعتیق الهیات خلقت را ترسیم می‌کنند. اما در عهد جدید حکمت الهی در مسیح تجلی می‌یافت و عهد جدید فراتر از آن خود مسیح را به‌عنوان حکمت خدا معرفی می‌کند (لوقا ۲:۴ و مرقس ۶:۲ و اول قرنتیان ۱:۳۰). بدین‌سان آنچه در عهدعتیق ریشه در ذات خدا داشت حال در مسیح تجسم پیدا می‌کند.

## لوگوس و متکلمان مسیحی
کلمنت اسکندریه از بزرگترین متفکران مسیحی قرون نخست میلادی برای اینکه نشان دهد لوگوس همه چیز و همه جا را دربرمی‌گیرد، گفته بود:
لوگوس آلفا و اُمگا است (حروف اول و آخر الفبای یونانی)
در مقدمه انجیل یوحنا، لوگوس و مسیح یکی می‌شوند. یعنی لوگوس حالت انتزاعی ندارد. لوگوس در انجیل یوحنا از معنی عقل به معنی «کلمه» تغییر جهت می‌دهد.
«در آغاز کلمه بود و کلمه نزد خدا بود و کلمه خدا بود…» از نظر متکلمان مسیحی لوگوس در کلمه و مسیح بارز می‌شود.
مسیح همچون حکمت، عامل خلقت است (یوحنا ۱:۳ و۱۰). مسیح پیام و کلام خدا (لوگوس) به بشرست (یوحنا ۱:۱). در او نقشه و هدف الهی برای بشر نمایان می‌شود. در مسیح تفکر خدا پدیدار می‌گردد. سؤالی که با آن روبروییم آن است که چرا یوحنا به‌جای واژهٔ حکمت از لوگوس استفاده کرد؟ به این سؤال می‌توان از چند بُعد پاسخ داد.
اولاً، لوگوس مفهوم حکمت را نیز در خود داشت و به‌علت حیطهٔ معانی وسیع‌تر انتخاب بهتری بود. ثانیاً، یهودیان تورات را سمبل حکمت می‌دانستند، حال آنکه تجلی غایی این حکمت در مسیح می‌بود، از این‌رو واژهٔ لوگوس گزیدهٔ بهتری به لحاظ بشارت برای مسیحیان تلقی می‌شد. از سوی دیگر کاربرد ضمیر مؤنث به حکمت در عهدعتیق به‌خوبی نمی‌توانست تجلی لوگوس در مسیح را نمایان سازد.
لوگوس بیانگر ازلیت و پیش‌موجودیت مسیح است که در آغاز آفرینش جهان معنی و زندگی را شکل داد. لوگوس نمایانگر یگانگی ذات مسیح با خداست. لوگوس مکاشفهٔ تفکر و شخصیت خداست.

## لوگوس و متکلمان مسلمان
ابن عربی و پس از وی جیلی به طرح و تبیین نظریهٔ لوگوس همت گماشتند، که بر اساس آن بنیان‌گذار هر دینی، صورتی است از عقل کل یا لوگوس فراگیر یا به تعبیر آنان صورت حقیقت محمدیه می‌باشد. شاهکار ابن عربی، فصوص الحکم (گزیده‌های حکمت)، در حقیقت شرح نبوغ معنوی هر پیامبر، به عنوان «کلمه‌ اللّه» می‌باشد. علاوه بر این، اصحاب طریقت معتقدند همان‌طور که هر وجودی در عالم مظهر و تجلی یکی از اسماء خداوند است، به همین ترتیب هر دینی نیز جلوه‌ای از اسماء و صفات خداوند می‌باشد و کثرت ادیان نتیجهٔ مستقیم غنای بی‌پایان ذات الهی است. جیلی می‌نویسد:
«و هیچ چیز در عالم وجود نیست مگر اینکه با اقوال، احوال و اعمال و حتی با ذات و صفات خود، خدای متعال را می‌پرستد؛ و همهٔ موجودات عالم خداوند متعال را فرمان می‌برند، گر چه اعمال عبادی به سبب اختلاف مقتضیات اسماء و صفات الهی اختلاف دارند.»

## لوگوس تنوع معانی زیادی دارد
لوگوس تنوع معانی زیادی دارد. یکی از معانی آن ارائه «تعریف درست» است. معناهای لوگوس در رشته‌های گوناگون هرچند با معنای حقیقی یا اصلی آن در یونانی کمی فرق می‌کنند، با این حال از آن جدا نیستند.
در آثار متفکران یونانی رایج‌ترین معنای لوگوس حکمت و عقل، همچنین منطق و کلام است.
از آنجا که در دوران باستان تفکر و عقل وجهی کلامی داشت امروزه لوگوس هم به معنای عقل و هم به معنای کلام فهمیده می‌شود. البته مفهوم «کلمه» را هم در خود دارد و به معنای صحبت کردن و سخن گفتن (نطق) نیز هست.
لوگوس قبل از آن که اصطلاحی فلسفی باشد، به حوزه کاربرد عادی زبان تعلق داشته و به تدریج در تفکر فلسفی از مفهوم خاصی برخوردار شده‌است.
اصل و نسب واژه لوگوس به یونان باستان برمی‌گردد و به‌ندرت نیز گفته شده که شاید مآخذ این اصطلاح مکاتب عرفانی شرقی و ایران باستان باشد.
واژه لوگوس به لحاظ زبان‌شناسی، با lego پیوند دارد که به معنای شمردن، محاسبه، رسیدگی و توجیه است.
بنا بر دیدگاه هایدگر، لوگوس، از ریشه لِگِین Legein گرفته شده و مبنای سخن گفتن و زبان آوری است. لوگوس در عین حال حضور و بن (علت) است.
از نظر هگل، لوگوس معادل با «روح» و در نزد ژاک دریدا معادل با «نوشتار» است.
...
لوگوس معمولاً با دو واژه «اتوس» Ethos =اخلاق و «پاتوس» Pathos =عامل و موجد ترحم وتاثر= ترحم همنشین می‌شود.
یکی دیگر از معانی مترتب بر لوگوس، نشانه‌ها و عنایات الهی جهت راهنمایی انسان به سوی حق تعالی است.همچنین توشی‌هیکو ایزوتسو از آیت‌های الهی و ارتباط غیر زبانی میان خدا و انسان سخن به میان آورده‌است.